# NGC 6737
NGC 6737 é um asterismo na direção da constelação de Sagittarius. O objeto foi descoberto pelo astrônomo John Herschel em 1830, usando um telescópio refletor com abertura de 18,6 polegadas. 